# Fritch
Fritch è un centro abitato degli Stati Uniti d'America situato nella contea di Hutchinson e nella contea di Carson dello Stato del Texas.
La popolazione era di 2.117 persone al censimento del 2010.

## Geografia fisica
Fritch è situata a 35°38′23″N 101°36′03″W (35.639639, -101.600921)
 nel centro geografico della regione del Texas Panhandle. Si trova 30 miglia a nord-est di Amarillo e 15 miglia a ovest di Borger.
Secondo lo United States Census Bureau, ha un'area totale di 1,2 miglia quadrate (3.1 km²). Il lago Meredith si trova appena fuori dalla città di Fritch ed è una fonte principale di acqua per le comunità circostanti.

## Società

### Evoluzione demografica
Secondo il censimento del 2000, c'erano 2.235 persone, 886 nuclei familiari e 679 famiglie residenti nella città. La densità di popolazione era di 1.840,9 persone per miglio quadrato (713,2/km²). C'erano 961 unità abitative a una densità media di 791,5 per miglio quadrato (306,6/km²). La composizione etnica della città era formata dal 95,53% di bianchi, lo 0,09% di afroamericani, l'1,66% di nativi americani, lo 0,13% di asiatici, l'1,30% di altre razze, e l'1,30% di due o più etnie. Ispanici o latinos di qualunque razza erano il 4,30% della popolazione.
C'erano 886 nuclei familiari di cui il 34,7% aveva figli di età inferiore ai 18 anni, il 66,3% aveva coppie sposate conviventi, l'8,1% aveva un capofamiglia femmina senza marito, e il 23,3% erano non-famiglie. Il 21,6% di tutti i nuclei familiari erano individuali e l'11,7% aveva componenti con un'età di 65 anni o più che vivevano da soli. Il numero di componenti medio di un nucleo familiare era di 2,52, e quello di una famiglia era di 2,93.
La popolazione era composta dal 26,4% di persone sotto i 18 anni, il 7,5% di persone dai 18 ai 24 anni, il 25,8% di persone dai 25 ai 44 anni, il 24,0% di persone dai 45 ai 64 anni, e il 16,4% di persone di 65 anni o più. L'età media era di 39 anni. Per ogni 100 femmine, c'erano 98,1 maschi. Per ogni 100 femmine dai 18 anni in giù, c'erano 93,6 maschi.
Il reddito medio di un nucleo familiare era di 42.098 dollari e quello di una famiglia era di 46.600 dollari. I maschi avevano un reddito medio di 41.134 dollari contro i 21.860 dollari delle femmine. Il reddito pro capite era di 17.745 dollari None della popolazione erano sotto la soglia di povertà.